# Пајовић
Пајовић је српско презиме, патроним настао од датог имена Паја.

## Познате личности
- Дарко Пајовић (рођен 1972), црногорски политичар
- Лазар Пајовић, српски фудбалер
- Томислав Пајовић, српски фудбалер
- Хелена Пајовић (1979–2000), српска клизачица